# 16. nordlige breddekreds
Den 16. nordlige breddekreds (eller 16 grader nordlig bredde) er en breddekreds, der ligger 16 grader nord for ækvator. Den løber gennem Afrika, Asien, det Indiske Ocean, Stillehavet, Mellemamerika, Caribien og Atlanterhavet.